# 李逸 (馬來西亞)
李逸（英語：Lee Yee，1952年2月10日—1980年7月27日），原名李金標（英語：Lee Kim Peow），馬來西亞歌手，並於1970年代紅遍馬來西亞華人圈。

## 生平
李逸父親李玉樹，經營泰誠輪胎公司，母親為王秀治，共育有四男二女，李逸家中排行第四。早期就讀时中分校、锺灵中学，曾代表學校參加歌唱比賽得獎。

### 成名
1971年，李逸报名参加歌唱比赛，以一首《人生一条路》荣获槟城区冠军，代表槟城到吉隆坡参加全国总决赛。之後以一首《问白云》夺得全国总冠军，開始與新联唱片簽約。
1972年，新聯唱片結業。李逸與麗風唱片簽約，發行第一張專輯《淚汪汪》，並和同旗下歌手邓丽君、万沙浪、罗文、谢雷等人同台演唱。其中鄧麗君來到馬來西亞巡迴演出，李逸也和鄧麗君同台對唱，之後也在鄧麗君歌劇片《唐伯虎點秋香》飾演「华武」一角。
1973年，與邱青雲、陳美鳳合作推出專輯《长恨歌》，销量突破一万张，创下当时歌剧唱片最高销量记录，因此被媒體冠稱“歌剧王子”。
1974年，隨同「丽星歌剧团」到英国和荷兰表演。
1975年，推出專輯《唱首情歌给谁听》，销量破万，其中《唱首情歌給誰聽》也成為李逸的成名曲。
1980年，推出專輯《三年》。

### 意外身亡
1980年7月27日，李逸在午夜時於蕉赖四英里处马鲁里花园住家附近被大型電單車「爬山虎」撞至重傷，之後被路人送往吉隆坡中央醫院急救。逾17小時後，在下午6時45分宣告不治，得年28岁。根据警方报告，李逸当时正步行到朋友家商量峇株巴辖龙门夜总会登台表演事宜。

## 评价
歌坛艺人江梦蕾说，李逸的歌声充满感情，只要随意一唱，就流露深深的情感，打动人心。她指出，李逸对唱艺尽了很大的努力，认真演译每一首歌曲，因此流传无数的经典歌曲，歌声陪伴一代人渡过青春的年华，李逸可荣誉为华人歌坛的天王巨星，与马来歌坛的天王巨星比·南利相媲美。

## 家庭
李逸於1975年與新加坡歌手李婷婷（原名李汉琼）結婚，李婷婷在李逸死後回到新加坡，退出歌壇後不久誕下一女，取名李思佳。

## 唱片專輯
EP
|    | 專輯              | 發行日期   | 唱片公司 | 備注 |
| 01 | 我不該認識你      | 1971年     | 新聯機構 |      |
| 02 | 愛你恨你·不如歸去 | 1972年     | 新聯機構 |      |
| 03 | 浪子淚            | 1972年     | 新聯機構 |      |
| 04 | 淚汪汪·我要對你説 | 1972年12月 | 麗風唱片 |      |
| 05 | 沒有別人只有妳    | 1973年4月  | 麗風唱片 |      |

專輯
|    | 專輯                                     | 發行日期                           | 唱片公司 | 備注 |
| 01 | 小路·今夜又是雨綿綿                      | 1973年3月                          | 麗風唱片 |      |
| 02 | 小雨下不停·跑馬山歌                      | 1973年7月                          | 麗風唱片 |      |
| 03 | 是否記得我                               | 1973年                             | 麗風唱片 |      |
| 04 | 等我那一天·年輕人                        | 1974年5月                          | 麗風唱片 |      |
| 05 | 唱首情歌給誰聽·雨中的女郎                | 1974年10月                         | 麗風唱片 |      |
| 06 | 淚的薔薇                                 | 1975年3月                          | 麗風唱片 |      |
| 07 | 等你告訴我                               | 1975年5月                          | 麗風唱片 |      |
| 08 | Vol.3 輕輕呼喚你                         | 1975年9月                          | 麗風唱片 |      |
| 09 | Vol.4 但願·我會找到你                    | 馬來西亞：1975年 新加坡：1976年1月 | 麗風唱片 |      |
| 10 | Vol.5 我有一個謎                         | 1976年6月                          | 麗風唱片 |      |
| 11 | Vol.6 理想·夢境                          | 馬來西亞：1976年 新加坡：1977年1月 | 麗風唱片 |      |
| 12 | Vol.7 舊曲重溫：春天裡·問白雲            | 1977年                             | 麗風唱片 |      |
| 13 | Vol.8 日落日升·愛你到永遠                | 1977年                             | 麗風唱片 |      |
| 14 | Vol.9 最長的一日                         | 1978年                             | 麗風唱片 |      |
| 15 | Vol.10 送你花一朵                        | 1978年                             | 麗風唱片 |      |
| 16 | Vol.11 嘿！我的姑娘                      | 1978年                             | 麗風唱片 |      |
| 17 | Vol.12 醉歌·故鄉之歌                     | 1979年4月                          | 麗風唱片 |      |
| 18 | Vol.13 舊曲重溫（之二）：天倫歌·明日天涯 | 1979年11月                         | 麗風唱片 |      |
| 19 | Vol.14 三年·綠綠的浮萍                   | 1980年                             | 麗風唱片 |      |

精選（節錄）
|    | 專輯                                                 | 發行日期   | 唱片公司 | 備注 |
| 01 | 傷心流浪漢                                           | 1972年     | 新聯機構 | 首張新歌+精選黑膠 1978年再版成“成名曲精選”黑膠                                                                  |
| 02 | 暢銷歌曲精選                                         | 1977年     | 麗風唱片 | |
| 03 | 暢銷歌曲精選（之二）                                 | 1979年     | 麗風唱片 | |
| 04 | 暢銷歌曲精選（之三）                                 | 1979年     | 麗風唱片 | |
| 05 | 紀念李逸專輯：如果你喜歡這首歌                       | 1980年10月 | 麗風唱片 | 收錄遺作：如果你喜歡這首歌、幸福花朵為你開                                                                      |
| 06 | 懷念李逸：再見的那一天                               | 1980年     | 麗風唱片 | 收錄遺作：再見的那一天                                                                                          |
| 07 | 懷念李逸（之二）：心花怒放                           | 1981年     | 麗風唱片 | 收錄遺作：心花怒放                                                                                              |
| 08 | 懷念李逸（之三）：本地創作歌曲專輯 遙寄·舞台上的小丑 | 1981年     | 麗風唱片 | 收錄遺作：遙寄、舞台上的小丑、親親我愛你                                                                        |
| 09 | 懷念李逸（之四）：16首最佳表現歌曲                   | 1982年     | 麗風唱片 | |
| 10 | 懷念李逸（之五）：我要去尋找·又見彩虹·秋葉           | 1982年     | 麗風唱片 | 收錄遺作：我要去尋找、又見彩虹、秋葉                                                                            |
| 11 | 特別精裝精選                                         | 1983年     | 麗風唱片 | 1989年發行CD：李逸精選Vol.1 - 李逸第一張CD                                                                      |
| 12 | 特別精裝精選（之二）                                 | 1983年     | 麗風唱片 | 李逸的最後一張黑膠                                                                                              |
| 13 | 特別精裝精選（之三）：專一的姑娘                     | 1984年     | 麗風唱片 | |
| 14 | 特別精裝精選（之四）：你你我我                       | 1984年     | 麗風唱片 | |
| 15 | 懷念李逸18周年 巨星珍藏品：李逸                      | 1998年     | 麗風唱片 | 收錄遺作：我在尋覓、一寸芳心、愛苗 注：“相思苦”並非遺作，而是改了歌名的“浪子回頭”，原收錄於【等我那一天】專輯。 |
| 16 | 永遠的李逸                                           | 2004年     | 麗風唱片 | 4CDs，附精美冊子 收錄遺作：天邊白雲飛、美麗的姑娘                                                               |
| 17 | 逸曲難忘：30首遺作珍藏版                             | 2014年     | 麗風唱片 | 2CDs 收錄李逸所有遺作，外加部分當年卡帶獨家收錄歌曲、收錄於非個人專輯的合唱歌曲，以及出道初期歌曲。             |

歌劇
|    | 專輯              | 發行日期         | 唱片公司            | 備注               |
| 01 | 長恨歌            | 1973年3月        | 麗風唱片            |                    |
| 02 | 龍爭虎鬥          | 1973年6月        | 麗風唱片            |                    |
| 03 | 王昭君            | 1974年6月        | 麗風唱片            |                    |
| 04 | 葡萄成熟時        | 1974年           | 順風唱片            |                    |
| 05 | 唐伯虎點秋香      | 1975年10月       | 麗星歌劇團          |                    |
| 06 | 飄香萬里情        | 1976年9月        | 合合唱片/麗星歌劇團 |                    |
| 07 | 女記者            | 1976年12月       | 麗星歌劇團          |                    |
| 08 | 雲兒雲兒          | 1977年1月        | 麗風唱片            |                    |
| 09 | 愛情遊戲          | 1977年           | 麗星機構            |                    |
| 10 | 汪洋中的一條船    | 1978-79年(估計） | 未知                | 僅發行非正式版卡帶 |
| 11 | 結婚、離婚·多嘴街 | 1980年           | 麗風唱片            |                    |

- 其他未發行唱片的歌劇：

|    | 專輯             | 發行日期       | 備注           |
| 01 | 愛不是佔有       | 1975年         | 現存錄音       |
| 02 | 新牛郎織女       | 李逸扮演二郎神 |                |
| 03 | 拜金的人         | 不詳           |                |
| 04 | 浪子的眼淚       | 不詳           |                |
| 05 | 情長三萬里       | 不詳           |                |
| 06 | 今夜雨濛濛       | 不詳           |                |
| 07 | 高樓跌下來的愛情 | 不詳           | 李逸扮演工人   |
| 08 | 苦盡甘來（蔓莉） | 不詳           | 李逸扮演李啟明 |
| 09 | 小姐、少爺、司機 | 不詳           |                |
| 10 | 對歌招親         | 不詳           |                |

## 外部連結
戴偉雄. . 李逸迷.   [2024-10-14]. （原始内容存档于2025-06-03）.
戴偉雄. . 李逸迷.   [2024-10-14]. （原始内容存档于2023-11-24）.